# Pentarthrini
Pentarthrini Lacordaire, 1865 è una tribù di coleotteri curculionidi della sottofamiglia Cossoninae.

## Tassonomia
La tribù comprende i seguenti generi:
- Adel Broun, 1909
- Agastegnus Broun, 1883
- Agitonischius Voss, 1957
- Agrilochilus Broun, 1880
- Arecocryptus Hutton, 1904
- Camptoscapus Broun, 1893
- Choerorrhinodes Champion, 1914
- Conisius Morimoto, 1973
- Conlonia Lea, 1908
- Cossonideus Wollaston, 1873
- Entium Sharp, 1878
- Eucossonus Broun, 1886
- Euophryum Broun, 1909
- Geopentarthrum Richard, 1959
- Gitonischius Marshall, 1931
- Hypopentarthrum Champion, 1914
- Leptomimus Wollaston, 1873
- Leptommatus Champion, 1925
- Lyprodes Wollaston, 1873
- Macroscytalus Broun, 1881
- Mesoxenomorphus Wollaston, 1873
- Microcossonus Wollaston, 1873
- Microtrupis Champion, 1914
- Morronella Alonso-Zarazaga & Lyal, 1999
- Myrmecorhinus Wasmann, 1897
- Neoproconus Osella & Bartolozzi, 1990
- Nepalorhynchus Osella, 1983
- Novitas Broun, 1880
- Orothreptes Perkins, 1900
- Pacindonus Kuschel, 1963
- Pentarthrocis Lea, 1922
- Pentarthrum Wollaston, 1854
- Proconus Broun, 1883
- Promicrocossonus Voss, 1971
- Rhinanisodes Zimmerman, 1942
- Sericotrogus Wollaston, 1873
- Sphinctocephalus Heller, 1916
- Stenopentarthrum Champion, 1914
- Stenotoura Broun, 1909
- Tanysoma Broun, 1909
- Temnorrhamphus Champion, 1914
- Terminus Zimmerman, 1966
- Torostoma Broun, 1909
- Toura Broun, 1909
- Touropsis Broun, 1909
- Trapezirrhynchus Champion, 1914
- Tychiodes Wollaston, 1873
- Tychiosoma Wollaston, 1873
- Unas Broun, 1909
- Xenosomatium Wollaston, 1873
- Zenoteratus Broun, 1909